# Жилін Володимир Васильович
Володимир Васильович Жилін (нар. 26 лютого 1959, Чернігів, УРСР) — радянський та український футболіст, півзахисник, футбольний тренер.

## Кар'єра гравця
Футбольну кар'єру розпочав у київському СКА, у складі якого став срібним призером Чемпіонату УРСР 1977 року. Наступного року перейшов у черкаське «Дніпро». У 1985 році перебрався до «Динамо» (Біла Церква), а з 1986 по 1987 рік захищав кольори чернігівської «Десни». У 1989 році виступав за житомирський «Спартак» у Другій лізі СРСР. З 1992 по 1995 рік виступав за «Текстильник» (Чернігів), який виступав у чемпіонаті Чернігівської області. У футболці «Текстильника» 1992 року виграв обласний чемпіонат, а в сезоні 1993/94 років посів 4-те місце в чемпіонаті.

## Кар'єра тренера
З 1997 по 1998 рік виступав за чернігівську «Десну». У 2007 році очолив жіночу футбольну команду «Легенду» (Чернігів). Разом з командою виграв бронзові нагороди чемпіонату України та вийшов до фіналу кубку України.

## Досягнення

### Як гравця
СКА (Київ)
- Чемпіонат УРСР
  -  Срібний призер (1): 1997

«Текстильник» (Чернігів)
- Чемпіонат Чернігівської області
  -  Чемпіон (1): 1992